# تودهستران
تودهستران (به لاتین: Tvedestrand) یک شهرداری در نروژ است که در اوست اگدر واقع شده‌است. تودهستران ۲۱۵٫۰۵ کیلومتر مربع مساحت و ۶٬۰۵۱ نفر جمعیت دارد.

## خواهرخوانده
شهر بخش لیسشیل خواهرخواندهٔ تودهستران هست.